# Salaria economidisi
Salaria economidisi е вид лъчеперка от семейство Blenniidae. Видът е критично застрашен от изчезване.

## Разпространение
Разпространен е в Гърция.